# Little Sparrow
Little Sparrow är ett musikalbum av Dolly Parton, släppt i januari 2001. Det var det andra albumet i en trilogi av bluegrass- och folkmusikalbum av henne mellan åren 1999 och 2002. 
Medan albumet The Grass Is Blue från 1999 enbart innehöll bluegrass innehöll detta album en blandning av folkmusik och bluegrass. Förutom traditionella sånger och låtar skrivna av Dolly Parton själv innehöll albumet bland annat en inspelning av "Shine", som var en hit då den framfördes av Collective Soul, samt en bluegrassversion av Cole Porter-sången "I Get a Kick Out of You". Albumet fick bra kritik, och nådde som näst 12:e plats på USA:s countryalbumlista, Dolly Partons bästa listplacering med ett soloalbum på nästan tio år.
Bland de medverkande musikerna fanns medlemmar i Nickel Creek, ett band inom alternativ bluegrass.
Dolly Partons inspelning av "Shine" vann en Grammy för bästa kvinnliga sånginsats inom country. Spåret "Marry Me" kom senare med till filmen Sweet Home Alabama, där bland annat Reese Witherspoon var med. David Cook från sjunde säsongen av American Idol framförde en cover på låten "Little Sparrow."

## Låtlista
1. "Little Sparrow" (Dolly Parton) - 4:14
2. "Shine" (Ed Roland) - 5:11
3. "I Don't Believe You've Met My Baby" (Autry Inman) - 3:02
4. "My Blue Tears" (Dolly Parton) - 3:03
5. "Seven Bridges Road" (Steve Young) - 3:29
6. "Bluer Pastures" (Dolly Parton) - 4:10
7. "A Tender Lie" (Randy Sharp) - 3:44
8. "I Get a Kick Out of You" (Cole Porter) - 2:30
9. "Mountain Angel" (Dolly Parton) - 6:51
10. "Marry Me" (Dolly Parton) - 3:18
11. "Down From Dover" (Dolly Parton) - 5:09
12. "The Beautiful Lie" (David H. McDade) - 2:34
13. "In the Sweet By and By" (Sanford Bennett/Eugene Clark/Joseph Webster) - 3:54
14. "Reprise: Little Sparrow" (Dolly Parton) - 1:37

## Listplaceringar
| Lista (2001)                           | Topplacering |
| -------------------------------------- | ------------ |
| Danmark                                | 39           |
| Storbritannien (UK Top Country Albums) | 1            |
| Sverige                                | 27           |
| USA (US Top Country Albums)            | 12           |
| USA (Billboard 200)                    | 97           |

### Fotnoter
1. ↑  ”Listplacering”. Arkiverad från originalet den 11 september 2014. https://web.archive.org/web/20140911220701/http://www.danishcharts.com/showitem.asp?interpret=Dolly+Parton&titel=Little+Sparrow&cat=a. Läst 8 mars 2011.
2. ↑  Listplacering